# Wang Yihan
Dans ce nom, le nom de famille, Wang, précède le nom personnel.
Wang Yihan, chinois simplifié : 王仪涵 ; pinyin : Wáng yí hán, née le 18 janvier 1988 à Shanghai en Chine est une joueuse professionnelle de badminton.

## Biographie
Occupant le premier rang au classement mondial depuis le 1er octobre 2009, elle se présente en tant que tête de série no 1 aux championnats du monde 2010 qui se déroule à Paris, en France. Toutefois, elle s'incline en huitième de finale de la compétition face à la Japonaise Eriko Hirose.
Elle remporte le titre mondial lors des Championnats du monde de badminton 2011 face à la Taïwanaise Cheng.

## Palmarès
Tournois internationaux
| Année | Rang | Tournois                                 |
| ----- | ---- | ---------------------------------------- |
| 2011  | 1    | Championnats du monde 2011               |
| 2010  | 3    | Open de Malaisie                         |
| 2010  | 2    | All England Open Badminton Championships |
| 2010  | 2    | Open du Danemark                         |
| 2010  | 1    | Open de France                           |
| 2009  | 1    | All England Open Badminton Championships |
| 2009  | 1    | Open de Suisse                           |
| 2009  | 1    | Open du Japon                            |
| 2009  | 2    | Open du Danemark                         |
| 2009  | 1    | Open de France                           |
| 2009  | 1    | Hong Kong Open Super Series              |
| 2008  | 1    | Open du Japon                            |
| 2007  | 1    | Open de Russie                           |
| 2007  | 1    | Bitburger Open                           |